# Kaditzer Flutrinne

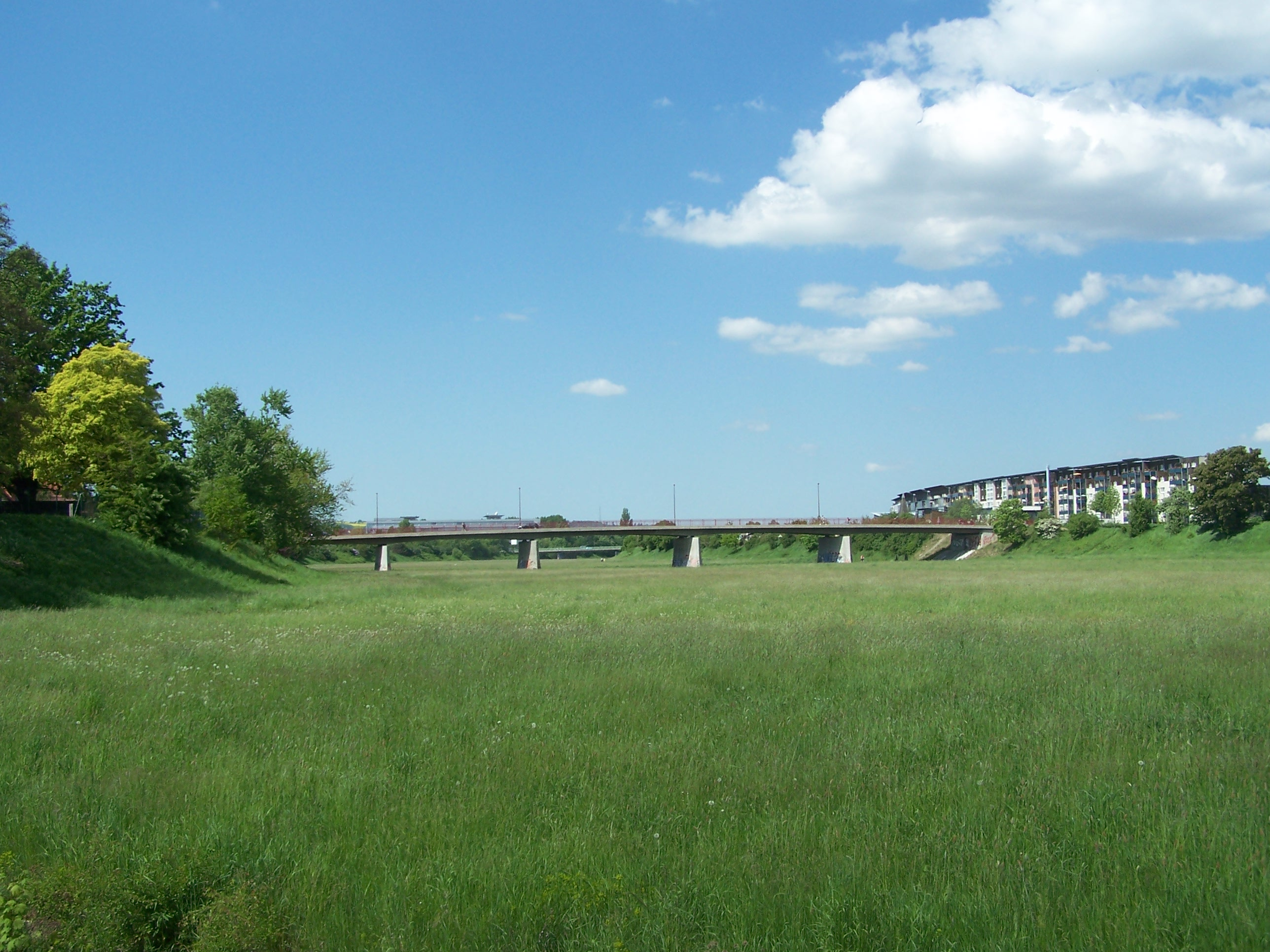
Kaditzer Flutrinne

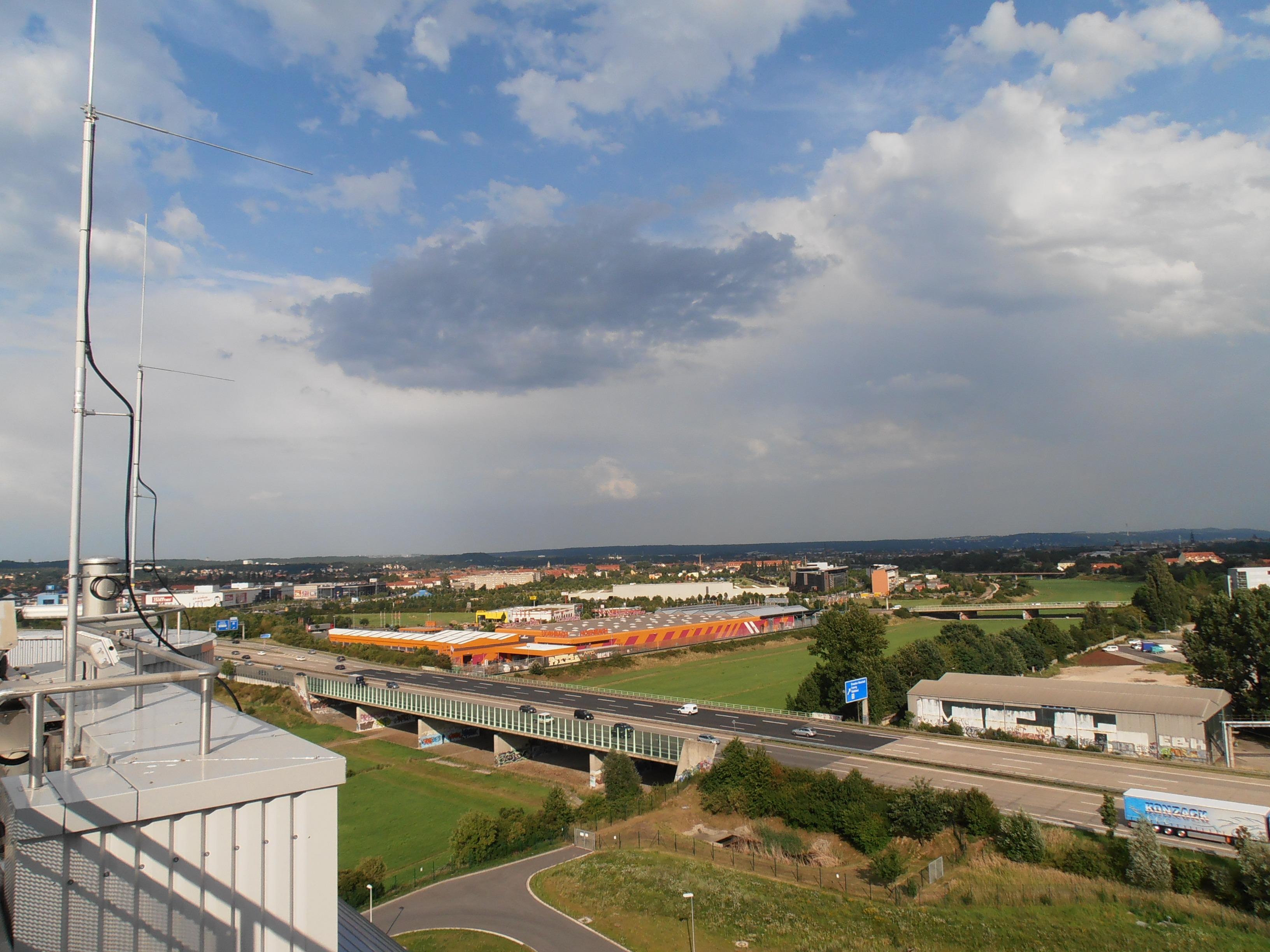
Blick von den Faultürmen der Kaditzer Kläranlage

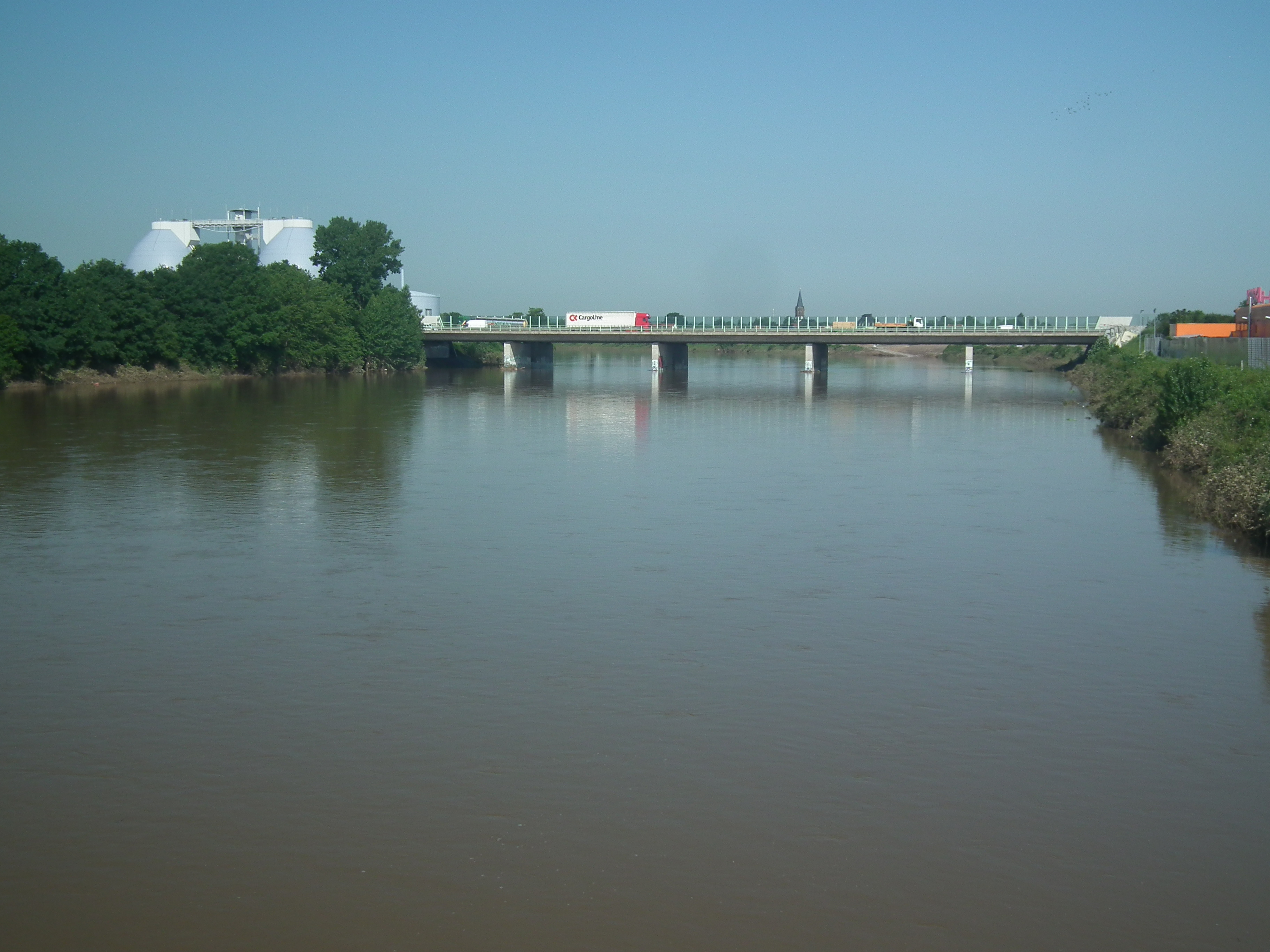
Geflutete Kaditzer Flutrinne (Hochwasser Juni 2013)

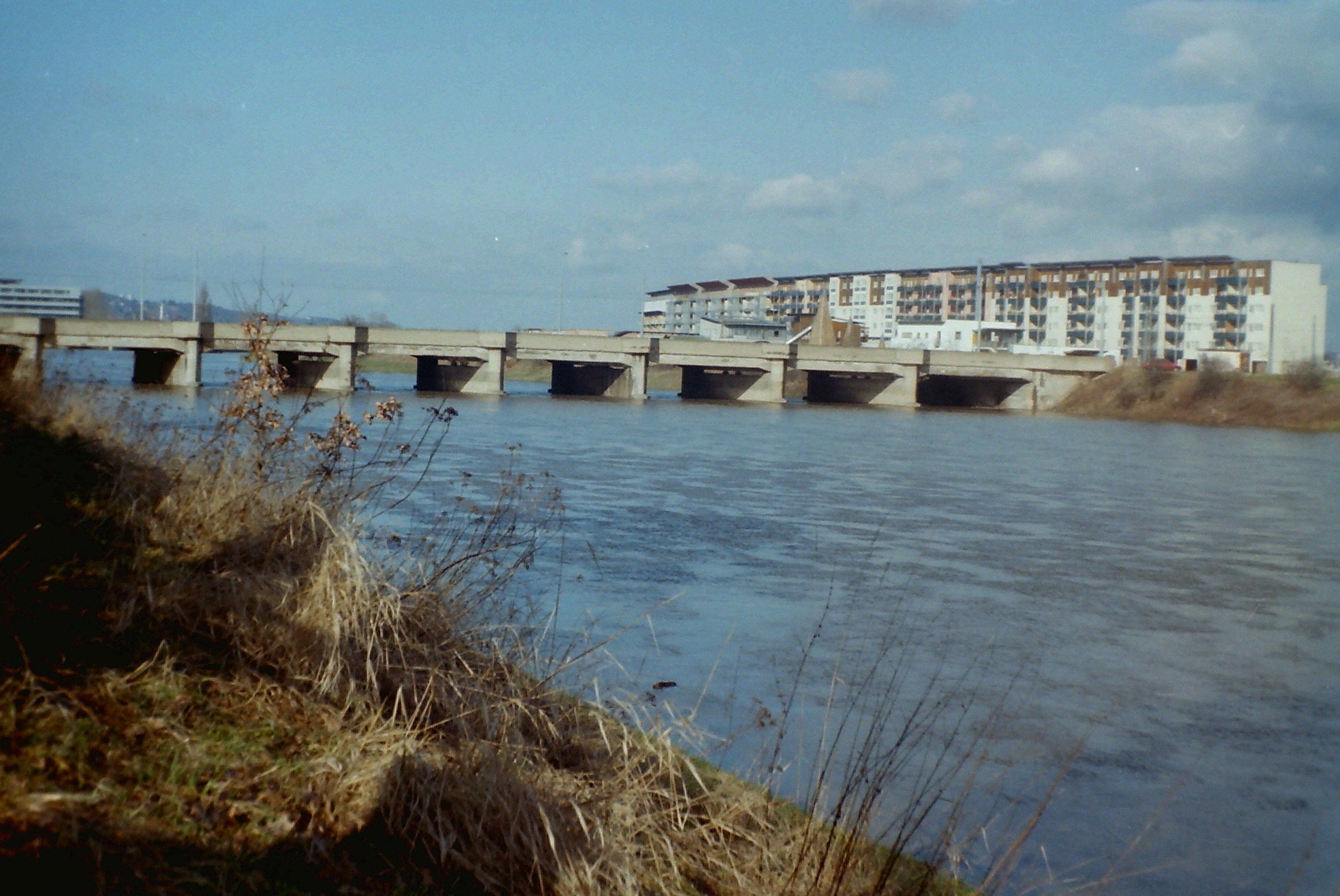
Geflutete Kaditzer Flutrinne 1999 mit alter Straßenbahnbrücke

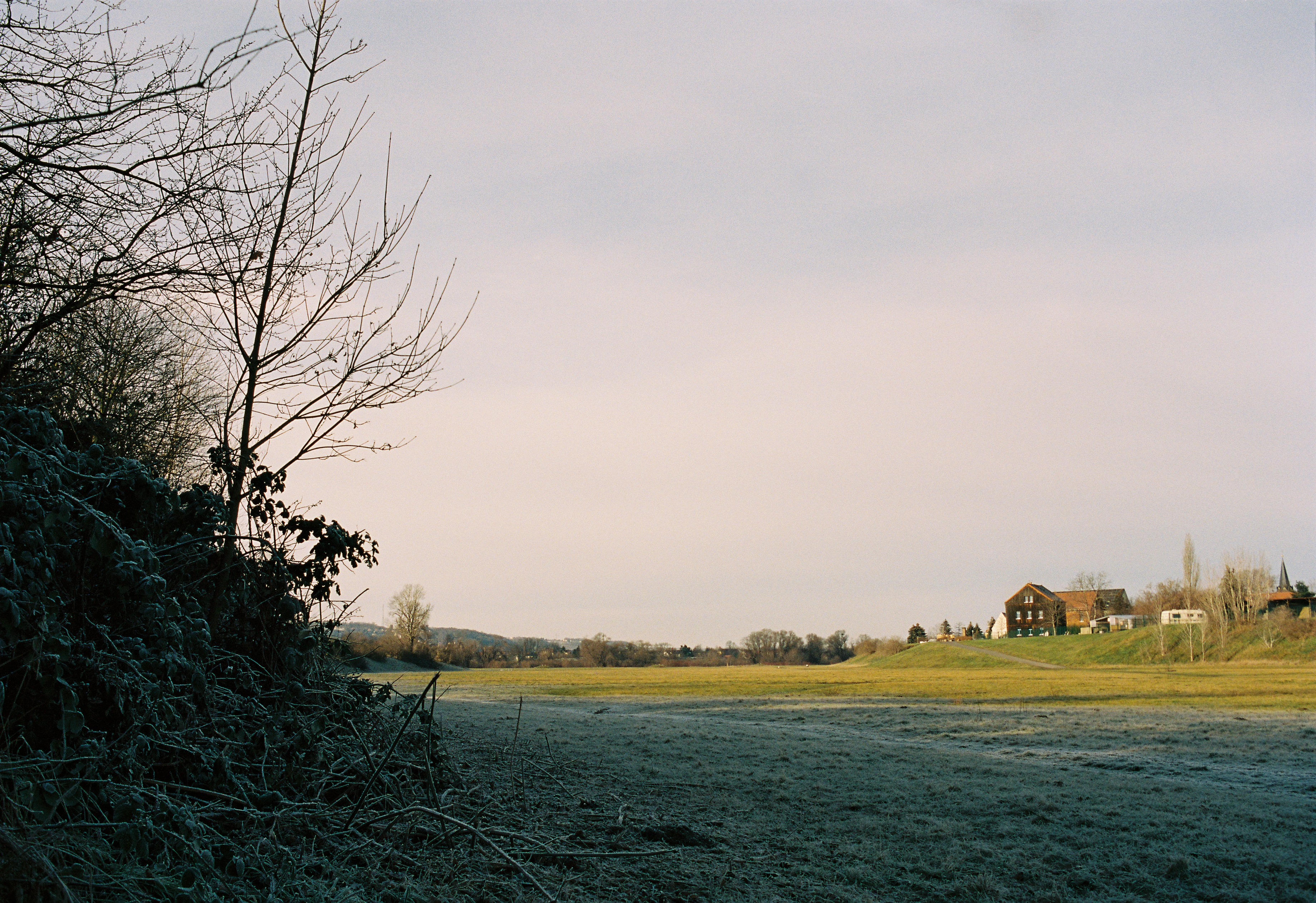
Kaditzer Flutrinne im Winter

Die Flutmulde Kaditzer Flutrinne ist Teil des Hochwasserschutzes in Dresden und rechtselbisch zwischen den Stadtteilen Kaditz und Mickten gelegen. Sie wurde zwischen 1918 und 1922 an der Stelle eines erodierten, bei Hochwasser durchfluteten Altarms der Elbe angelegt und 1926/27 wesentlich verbreitert. Sie wird durchflossen, sobald der Elbpegel an der Augustusbrücke 5,50 Meter übersteigt. Dadurch wird der Stadtteil Übigau bei Hochwasser zur Insel.

## Geschichte
Bis 1902 war das Gebiet der heutigen Flutrinne im südlichen Teil des Elbbogens ein ausgedehntes Grasland, das als Weide genutzt wurde und regelmäßig bei Hochwasser überflutet wurde.
Mit der Eingemeindung von Kaditz nach Dresden im Jahr 1903 erwarb die Stadt Dresden das Gebiet und plante dort ein Klärwerk, einen Flugplatz und zwei Flutmulden für den Hochwasserschutz. Der Ausbruch des Ersten Weltkriegs und ein langwieriger Rechtsstreit wegen der Enteignung der Grundstückseigentümer verhinderten jedoch die Ausführung der Pläne. Erst zwischen 1918 und 1922 wurde die zwischen Kaditz und Mickten befindliche südliche Flutrinne errichtet. Dabei wurde zum Teil ein alter Elbarm verwendet, der bei Hochwasser einen Teil der Fluten aufnahm. Die Flutrinne war 2,7 Kilometer lang und hatte eine Sohlenbreite von 40 Metern. Die Böschung der Flutrinne wurde mit Steinen aus der Bastion Merkur der Dresdner Befestigungsanlagen errichtet. Von 1925 bis 1927 wurde die Rinne auf 119 Meter Sohlenbreite erweitert. Im Jahr 1927 wurde eine bei der Sternstraße in Mickten befindliche 132 Meter lange Flutrinnenbrücke gebaut, dabei wurde Roter Meißner Granit verwendet. 1936 erfolgte der Bau einer Autobahnbrücke, die die Flutrinne auch heute noch überspannt. Beim Elbhochwasser 2002 konnte jedoch die Flutrinne die Wassermassen nicht mehr fassen, was zur Überschwemmung von Kaditz und Mickten führte.

## Naturdenkmal „Halbtrockenrasen an der Flutrinne Mickten/Kaditz“
Im südexponierten Teil der Flutrinne wurde ein Halbtrockenrasengebiet zum Naturdenkmal nach § 21 SächsNatSchG erklärt. Vorkommende Pflanzenarten sind Feldmannstreu, Färberwaid und Wiesensalbei, das Gebiet ist darüber hinaus Lebensraum einer Rebhuhnpopulation.

## Randbebauung und Infrastruktur
Der östliche Teil der Flutrinne von der Elbe bis etwa 70 Meter vor der Brücke der Bundesautobahn 4 gehört vollständig zur Gemarkung von Mickten, die Autobahnbrücke und der westlich anschließende Teil bis zur Elbe gehören zur Gemarkung von Kaditz.

### Südlich der Flutrinne
Direkt an der Flutrinne befindet sich im südöstlichen Teil Micktens der Dorfkern Altmickten, westlich schließt sich die Wohnbebauung der Overbeckstraße an. Mit dem Bau der Sternstraßenbrücke 1926/27 wurde die Straßenbahnführung durch die Trachauer und die Böcklinstraße aufgegeben, die Straßenbahn führte nunmehr über diese und endete in einer Kuppelendstelle südlich des Widerlagers der Brücke an der Scharfenberger Straße. Ab den 1950er Jahren führte bis zum Hochwasser 2002 diese Strecke längs der Flutrinne als eingleisige Strecke bis vor die Washingtonstraße, wo eine Gleisschleife angelegt wurde. Diese Endstelle trug den Namen Übigau, lag aber trotzdem auf Micktener Flur. Westlich der Washingtonstraße schließt sich bis zur Autobahn ein Industriegebiet an. Dieses wurde nach Schließung des Flugplatzes Dresden-Kaditz 1926 dort angelegt.
Auf Kaditzer Flur, westlich der Autobahn, befinden sich die Neubauten der Kläranlage Dresden-Kaditz, die erst 2008 auf dieses Gebiet erweitert wurde. Es handelt sich um die Schlammbehandlung, die hier neu aufgebaut wurde, bis dahin befanden sich hier Felder.

### Nördlich der Flutrinne
Bis 1990 befanden sich nördlich angrenzend an die Flutrinne mit Ausnahme des Dresdner Tierheimes ausschließlich Felder. Erst 1990 wurde eine erste Bebauung für einen Baumarkt vorgenommen. Die Entscheidung dazu fiel der Dresdner Oberbürgermeister Wolfgang Berghofer, bevor das Baurecht der DDR im Juni 1990 (Bauplanungs- und Zulassungsverordnung, angepasst an das Baugesetzbuch) geändert wurde und derartige Standortentscheidungen nicht mehr möglich waren.
Für das Stadterweiterungsgebiet zwischen Flutrinne, Autobahn, Rankestraße, Wächterstraße und vom Wohngebiet Lommatzscher Straße südöstlich bis zur Elbe wurde unter dem damaligen Dezernenten für Stadtentwicklung, Ingolf Roßberg, 1992 ein städtebaulicher Ideenwettbewerb durchgeführt, den das Göttinger Architekturbüro von Jochen Brandi (1933–2005) für sich entschied.
Auf der Grundlage des daraus entwickelten Bebauungsplanes für Kaditz-Mickten entstanden die Gebäude zwischen der Flutrinne und der Straße An der Flutrinne, die mit ihren Grundstücksgrenzen bis direkt an die Deichkrone der Flutrinne reichen.
Die Gebäudezeilen An der Flutrinne 9–45 wurden von Carsten Lorenzen, Manfred Arlt sowie Elisabeth und Fritz Barth 1997/98 errichtet. Sie bilden als geschlossene Straßenbegrenzung das Rückgrat des Neubaugebietes An der Flutrinne. Bemerkenswert sei dabei, so die Architekturkritikerin Ingeborg Flagge, der „imponierende Geschosswohnungsbau“. Zur Straßenseite hin sei, so Flagge, die lange Hausfassade nach einem gemeinsamen, vertikalen Rhythmus gegliedert, die Dachgeschosszone zeigt einen gemeinsamen, dominanten Dachüberstand. Individuell gestaltet sind die Fensterformen, Eingangsbereiche, Farbgebung und das Baumaterial. Zur Rückseite hin befindet sich eine Grünanlage mit kleinen Ein- und Zweifamilienhäusern. Der Bau gelte auch als „Monument im Niemandsland“, da in dem nördlich anschließenden Areal über 2.000 Wohnungen planerisch vorgesehen waren, die aber erst seit 2017 teilweise realisiert werden.
Das Gebäude An der Flutrinne 27–37 wiederum – als Teil dieser Gebäudezeilen – wurde von Manfred Arlt und Elisabeth und Fritz Barth 1997 fertiggestellt. Die Gebäudereihe, so Ingeborg Flagge, zeichne ein besonderer Fassadenschmuck aus und stelle eine Reminiszenz an den Geschosswohnungsbau der 1930er-Jahre dar. Zur Straßenseite hin demonstriere die Fassade Geschlossenheit und Monumentalität, der Fassadenschmuck sei historisierend und verwende als Bauschmuck zum Beispiel Säulen, wie sie bei ägyptischen Tempeln verwendet wurden. Eine weit vorkragende Verkleidung aus Holz bilde den oberen Abschluss des Gebäudes und dient gleichzeitig als Wetterschutz. Zur Rückseite hin hat diese Gebäudezeile eine Glasfassade, die sich zu den Grünanlagen im Hof hin öffne. Hier befindet sich auch der öffentliche Zugang zum Weg auf der Deichkrone ermöglichte.
Die insgesamt unbefriedigende Entwicklung veranlasste die Stadt dazu, eine inhaltliche und städtebauliche Neuausrichtung der Planung von Jochen Brandi zugunsten von mehr Wohnraum vorzunehmen. Aus einem Werkstattverfahren entstand 2012 der Masterplan des Architekturbüros Machleidt aus Berlin. Dieser sieht die Entwicklung des Bereichs zwischen Lommatzscher Straße und der Kaditzer Flutrinne/Elbe vorrangig als verdichteter Wohnstandort mit vier- bis sechsgeschossigen Blockrandbebauungen mit einem hohen Grünanteil vor. Die Verknüpfung von Bebauung und Landschaftsraum soll ein Markenzeichen des Quartiers werden.

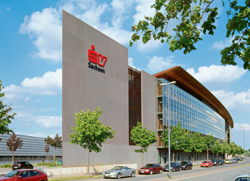
Gebäude der Sparkassen-Versicherung Sachsen

Der Gebäudekomplex An der Flutrinne 12, auf einem Grundstück zur Flößerstraße hin, ist ein zweiteiliges Bürogebäude mit einer Bruttogeschossfläche von knapp 29.500 m², welches die Treidlerstraße durch zwei 25 m lange Brücken überbrückt. Der architektonische Entwurf ahmt die Umrisse eines Schiffes nach, dessen Bug nach Westen zeigt. In der Mitte des Gebäudes ragt ein ähnlich einer Schiffsbrücke gestalteter Raum in die Höhe. Ein Flugdach rundet das Äußere ab. Im Gebäude befindet sich der Hauptsitz der Sparkassen-Versicherung Sachsen. Das Gebäude wurde nach zweijähriger Bauzeit im Mai 1998 eingeweiht.

### Straßen und Brücken
Derzeit führen drei Brücken über die Flutrinne:
- Die Brücke im Zuge der Sternstraße wurde 1926/27 gebaut, wurde durch das Hochwasser 2002 irreparabel beschädigt und 2003/04 durch einen Neubau ersetzt.
- Die Brücke Washingtonstraße wurde 1996–1998 gebaut, bis dahin führte die Washingtonstraße durch die Flutrinne.
- Die Autobahnbrücke wurde 1936 gebaut und in den 1990er Jahren erneuert.

Eine weitere Brücke für eine Anschlussbahn für die Unternehmen an der Washingtonstraße wurde ebenfalls in den 1930er Jahren gebaut und nach dem Jahrhunderthochwasser 2003 ersatzlos abgerissen.
Die östlichste der Verbindungen durch die Flutrinne ist die Böcklinstraße. Sie wurde gegenüber ihrer ursprünglichen Lage um etwa 2,10 Meter abgesenkt und in einer Höhe von 2,50 Meter über dem Dresdner Elbpegel neu durch die Sohle der Flutrinne errichtet. In diesem Zusammenhang sowie im Zuge des Baus der Brücke im Zuge der Sternstraße wurde auch der Straßenbahnverkehr auf dieser Straße aufgegeben.